# Encefalite letárgica

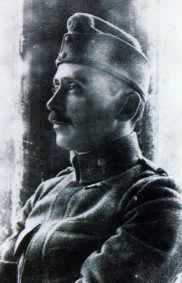
Constantin von Economo.

A encefalite letárgica, doença europeia do sono ou doença de von Economo é uma forma atípica de encefalite, cujas causas não são conhecidas. Ela provoca letargia, sonolência incontrolável e tremores (parkinsonismo pós-encefalítico). Outros sintomas foram observados: febre alta, dor de cabeça, inflamação de garganta, visão dupla, movimentos anormais do globo ocular (crise oculogírica), catatonia, perda da fala (mutismo acinético), atrofia muscular e até mesmo psicose.
Uma epidemia de encefalite letárgica se espalhou pelo mundo entre 1915 e 1926, principalmente na Europa e na América do Norte; cerca de 1 milhão de pessoas foram afetadas, e a metade delas morreu. Desde então, foram registrados somente casos isolados da doença. A causa exata da doença, bem como a origem da epidemia de 1915, permanecem desconhecidos.

## Pesquisa
Constantin von Economo descreveu em detalhes os sintomas, patologia e histologia da encefalite letárgica em 1917; a doença é possivelmente conhecida desde Hipócrates. O dano ao tecido cerebral provocado pela doença é semelhante ao da doença de Parkinson; sabe-se que ocorre inflamação da matéria cinza e da substância negra.
Pesquisadores britânicos concluíram, com uma amostra de 20 casos recentes, que todos foram precedidos de uma inflamação de garganta de origem bacteriana. Russell Dale também encontrou referências a faringites bacterianas, causadas por diplococos, nos casos da década de 1920; teoriza-se que a encefalite letárgica tenha origem numa reação auto-imune exagerada do corpo humano ante inflamações de garganta.
A hipótese de que a encefalite aguda esteja relacionada com o vírus influenza A H1N1, causador da gripe comum, não foi confirmada por estudos genéticos.

## Tratamento

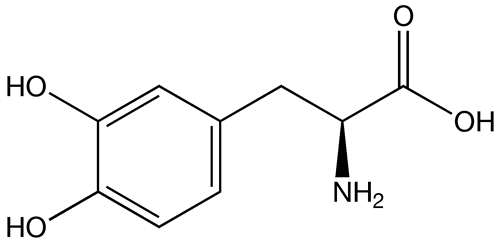
L-DOPA.

Não existe cura conhecida para a encefalite letárgica; o tratamento é de alívio dos sintomas e apoio ao paciente. Embora a Levodopa (L-DOPA) evoque melhora dramática dos sintomas, o efeito é, em geral, temporário. O neurologista Oliver Sacks escreveu um livro, que deu origem ao filme de Hollywood Awakenings, sobre sua experiência com a Levodopa no tratamento de pacientes com encefalite letárgica. 